# Yahiko-jinja
Le Yahiko-jinja (弥彦神社), aussi connu sous le nom Iyahiko-jinja, est un sanctuaire shinto situé à Yahiko, préfecture de Niigata au Japon. Il se trouve à la base orientale du mont Yahiko, au milieu du parc quasi national de Sado Yahiko.

## Histoire
Le Yahiko-jinja est déjà bien établi quand un nouveau bâtiment est créé par décret impérial au VIIIe siècle,. Le kami vénéré est Ameno-Kaguyama-no-Mikoto (天香山命) qui passe pour avoir enseigné aux gens comment produire le sel à partir de l'eau de mer
Yahiko est un des principaux sanctuaires shinto (ichi-no-miya) de l'ancienne province d'Echigo. C'est à présent l'ichi-no-miya de la préfecture de Niigata.
L'actuel sanctuaire est reconstruit en 1916. Les bâtiments du précédent sanctuaire sont détruits en 1912 par un incendie qui prit naissance dans le village.